# Rochester (Teksas)
Rochester je gradić u američkoj saveznoj državi Teksas. Prema popisu stanovništva iz 2010. u njemu je živjelo 324 stanovnika.